# Dagebøl Kog
Dagebøl Kog er en kog i Dagebøl Sogn. Kogen er omgivet af Mariekog, Klægsøkog, Juliane-Marie Kog og Vesterhavet.

## Historie
Kogen blev inddiget i henhold til en kongelig oktroi dateret 20. september 1700. Inddigningen skete i 1704. Kogen udgjorde et areal på 1.005 dagslet og havde en taksationsværdi på 140.480 rigsdaler i 1864. Administration og politi blev varetaget af en inspektør. I 1860 boede der 350 indbyggere. I kogen lå i 1864 Dagebølkog kirke, præstegård, skole, 1 vindmølle, 3 kroer, 1 toldkontrollørbolig.